# Canton de Plouzévédé
Le canton de Plouzévédé était une division administrative française, située dans le département du Finistère et la région Bretagne, il fut supprimé en 2015 après le redécoupage et incorporé pour quatre communes dans le canton de Landivisiau.

## Composition
Le canton de Plouzévédé regroupait les 6 communes suivantes :
| Nom                    | Code Insee | Codepostal | Superficie (km2) | Population (dernière pop. légale) | Densité (hab./km2) |
| ---------------------- | ---------- | ---------- | ---------------- | --------------------------------- | ------------------ |
| Plouzévédé (chef-lieu) | 29213      | 29440      | 18,51            | 1 772 (2012)                      | 96                 |
| Cléder                 | 29030      | 29233      | 37,44            | 3 866 (2012)                      | 103                |
| Plouvorn               | 29210      | 29420      | 35,44            | 2 795 (2012)                      | 79                 |
| Saint-Vougay           | 29271      | 29440      | 15,10            | 922 (2012)                        | 61                 |
| Tréflaouénan           | 29285      | 29440      | 8,16             | 526 (2012)                        | 64                 |
| Trézilidé              | 29301      | 29440      | 4,60             | 291 (2012)                        | 63                 |

## Histoire
- De 1833 à 1848, les cantons de Plouescat et de Plouzévédé avaient le même conseiller général. Le nombre de conseillers généraux était limité à 30 par département[1].

### Conseillers généraux de 1833 à 2015
| Période           | Identité                           | Parti                | Qualité |
| ----------------- | ---------------------------------- | -------------------- | --- |
| 1833-1848         | voir Canton de Plouescat           |                      | |
| 1848-1855         | Vicomte Emile Cillard de Kermenguy | Union des Droites    | Propriétaire du château de Kermenguy à Saint-Vougay maire de Saint-Vougay puis de Cléder                                                                |
| 1855-1871         | François Tanguy                    | Bonap.               | Notaire de 1841 à 1874 |
| 1871-1893 (décès) | Vicomte Emile Cillard de Kermenguy | Union des Droites    | Propriétaire et agriculteur à Cléder Maire de Plouvorn puis Maire de Cléder (1848-1852 et 1878-1893) puis Maire de Saint-Pol-de-Léon Député (1871-1893) |
| 1894-1921 (décès) | Amaury Marie Audren de Kerdrel     | Conservateur→Libéral | Maire de Plouvorn, conseiller d'arrondissement |
| 1921-1940         | Yves-Marie Caill                   | Rép.G→URD            | Vétérinaire Maire de Plouzévédé Nommé membre de la Commission administrative départementale en 1941 Nommé conseiller départemental en 1943              |
|                   |                                    |                      | |
| 1945-1949         | Christophe Roué (1907-1969)        | MRP                  | Cultivateur, expéditeur de légumes, Plouvorn |
| 1949-1973         | Eugène Quéméneur                   | RPF puis RS puis DVD | Maire de Tréflaouénan |
| 1973-2004         | Jacques de Menou                   | RI puis RPR          | Ingénieur agronome Sénateur (1989-1998) Maire de Plouvorn (1966-2008) Conseiller régional (1982-1989)                                                   |
| 2004-2015         | Gérard Daniélou                    | UMP                  | Fonctionnaire Maire de Cléder |

### Conseillers d'arrondissement (de 1833 à 1940)
| Période                                  | Période          | Identité                                                          | Étiquette   | Qualité |
| ---------------------------------------- | ---------------- | ----------------------------------------------------------------- | ----------- | --- |
| 1833                                     | 1848             | Casimir Henri Joseph Boscal de Réals (1799-1856)                  |             | Propriétaire à Plouvorn                                                                                     |
|                                          |                  |                                                                   |             | |
| 1871                                     | 1894 (démission) | Amaury Audren de Kerdrel (1836-1921)                              | Droite      | Propriétaire, conseiller municipal de Plouvorn                                                              |
|                                          |                  |                                                                   |             | |
| 1895                                     | 1920 (décès)     | Comte Gaston de Kermenguy (1841-1920, fils d'Émile de Kermenguy)) | Droite      | Propriétaire du château de Kermenguy à Cléder (maire de 1893 à 1920)                                        |
| 1920                                     | 1921             | Yves-Marie Caill                                                  | Rép.G       | Vétérinaire Maire de Plouzévédé                                                                             |
| 1921                                     | 1931 (décès)     | René Kerdilès (1873-1931)                                         | Libéral     | Maire (1921-1925) puis adjoint au maire de Plouvorn                                                         |
| 1931                                     | 1937             | Yves Créach                                                       | Républicain | Cultivateur, ancien maire de Cléder                                                                         |
| 1937                                     | 1940             | Auguste Boucher                                                   | Républicain | Adjoint au maire de Plouvorn                                                                                |
| 1940                                     |                  |                                                                   |             | Les conseils d'arrondissement ont été suspendus par la loi du 12 octobre 1940 et n'ont jamais été réactivés |
| Les données manquantes sont à compléter. |                  |                                                                   |             | |

## Démographie
| 1962   | 1968   | 1975  | 1982  | 1990  | 1999  | 2006  | 2011   | 2012   |
| ------ | ------ | ----- | ----- | ----- | ----- | ----- | ------ | ------ |
| 10 567 | 10 162 | 9 615 | 9 623 | 9 248 | 9 025 | 9 743 | 10 099 | 10 172 |